# Mortier (België)
Mortier is een deelgemeente van de Belgische gemeente Blegny. Mortier ligt in de Waalse provincie Luik en was tot 1 januari 1977 een zelfstandige gemeente.

## Geschiedenis
De heerlijkheid Mortier was vanouds een Karolingisch bezit. In de 10e eeuw kwam deze aan het Onze-Lieve-Vrouwekapittel te Aken, welke de voogd, feitelijk de heer, aanstelde. Dit bleef zo tot de Luikse Revolutie eind 18e eeuw. Mortier ging deel uitmaken van het Graafschap Dalhem. De eerst bekende voogd was Renier Coye, die deze functie begin 14e eeuw uitoefende. In 1557 kwam Mortier aan de Koning van Spanje en in 1686 verkocht deze de voogdij weer.
De Sint-Pietersparochie is al zeer oud en zowel het patronaatsrecht als het tiendrecht behoorden toe aan het Onze-Lieve-Vrouwekapittel te Aken.
Mortier is voornamelijk een landbouwdorp gebleven.

## Demografische ontwikkeling
- Bronnen:NIS, Opm:1831 tot en met 1970=volkstellingen, 1976= inwoneraantal op 31 december

## Bezienswaardigheden
- Sint-Pieterskerk
- Kasteel van Cortils
- Château Blanc
- Sint-Gilliskapel
- Musée de la fourche et de la vie rurale

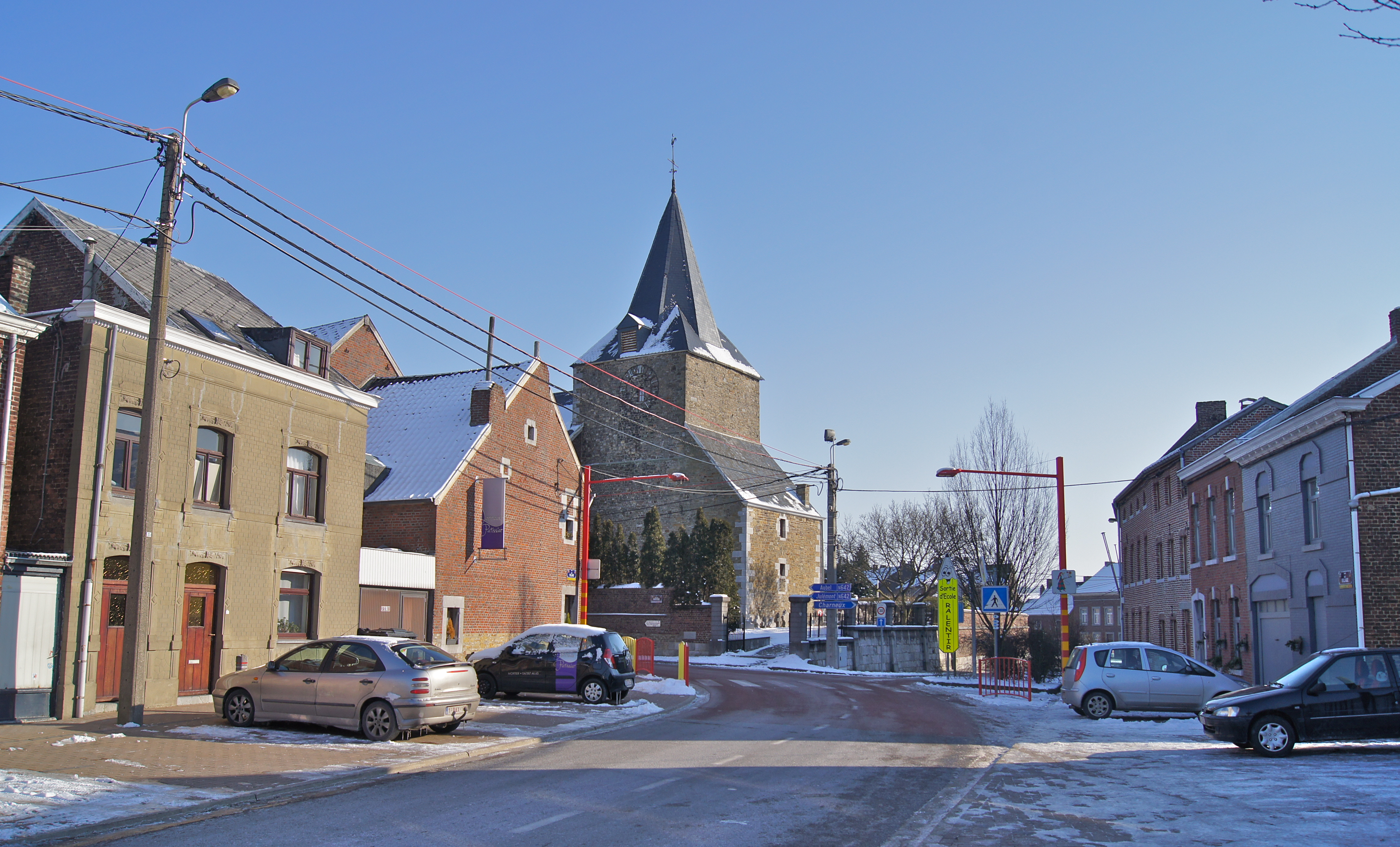
Dorpszicht

## Natuur en landschap
Mortier ligt in het Land van Herve, op een hoogte van ongeveer 200 meter, tussen de valleien van de Ruisseau de Mortier en de Ruisseau Loneu. De omgeving wordt gekenmerkt door landbouw.

## Nabijgelegen kernen
Blegny, Trembleur, Dalhem, Saint-André, Julémont, Bolland
Deelgemeenten: Barchon · Housse · Mortier · Saive · Saint-Remy · Trembleur

Overige plaatsen: Blegny · Leval · Loneux · Parfondvaux

Belgische gemeenten · arrondissement Luik · provincie Luik · Wallonië